# Premier Soccer League 2023 (Zimbabwe)
La Premier Soccer League 2023, nota anche come Castle Lager Premier Soccer League 2023 per motivi di sponsorizzazione, è stata la quarantaduesima edizione della massima divisione del campionato zimbabwese di calcio. Il campionato è iniziato il 18 marzo 2023 ed è terminato il 26 novembre 2023.
Il Platinum era la squadra campione in carica, avendo vinto il suo quarto titolo nazionale nell'edizione 2022. Il campionato è stato vinto dallo Ngezi Platinum Stars, al primo successo nella competizione.

## Stagione

### Formula
Le 18 squadre partecipanti giocano un girone all'italiana con partite di andata e ritorno, per un totale di 34 giornate. Al termine della stagione, la prima classificata è campione dello Zimbabwe e si qualifica per la CAF Champions League 2024-2025, mentre la seconda si qualifica per la Coppa della Confederazione CAF 2024-2025. Le ultime quattro classificate sono invece retrocesse in Division 1.

## Classifica
|                     | Pos. | Squadra              | Pt | G  | V  | N  | P  | GF | GS | DR  |
| ------------------- | ---- | -------------------- | -- | -- | -- | -- | -- | -- | -- | --- |
| Zimbabwe (bandiera) | 1.   | Ngezi Platinum Stars | 66 | 34 | 20 | 6  | 8  | 45 | 23 | +22 |
|                     | 2.   | Manica Diamonds      | 58 | 34 | 16 | 10 | 8  | 42 | 23 | +19 |
|                     | 3.   | Dynamos              | 57 | 34 | 15 | 12 | 7  | 37 | 16 | +21 |
|                     | 4.   | Platinum             | 55 | 34 | 15 | 10 | 9  | 37 | 29 | +8  |
|                     | 5.   | Highlanders          | 55 | 34 | 14 | 13 | 7  | 24 | 22 | +2  |
|                     | 6.   | Herentals College    | 51 | 34 | 14 | 9  | 11 | 38 | 33 | +5  |
|                     | 7.   | Chicken Inn          | 49 | 34 | 11 | 16 | 7  | 35 | 26 | +9  |
|                     | 8.   | CAPS Utd             | 46 | 34 | 11 | 13 | 10 | 37 | 32 | +5  |
|                     | 9.   | Hwange               | 45 | 34 | 12 | 9  | 13 | 27 | 27 | +0  |
|                     | 10.  | Green Fuel           | 43 | 34 | 11 | 10 | 13 | 27 | 34 | -7  |
|                     | 11.  | Kariba               | 41 | 34 | 11 | 8  | 15 | 27 | 48 | -21 |
|                     | 12.  | Simba Bhora          | 40 | 34 | 9  | 13 | 12 | 29 | 27 | +2  |
|                     | 13.  | Bulawayo Chiefs      | 40 | 34 | 10 | 10 | 14 | 37 | 39 | -2  |
|                     | 14.  | Yadah                | 40 | 34 | 12 | 4  | 18 | 35 | 46 | -11 |
|                     | 15.  | Black Rhinos         | 38 | 34 | 9  | 11 | 14 | 27 | 37 | -10 |
|                     | 16.  | Triangle United      | 35 | 34 | 6  | 17 | 11 | 24 | 36 | -12 |
|                     | 17.  | Sheasham             | 35 | 34 | 7  | 14 | 13 | 23 | 36 | -13 |
|                     | 18.  | Cranborne Bullets    | 27 | 34 | 6  | 9  | 19 | 16 | 33 | -17 |

Legenda
      Campione dello Zimbabwe e ammessa alla CAF Champions League 2024-2025.
      Campione dello Zimbabwe e ammessa alla Coppa della Confederazione CAF 2024-2025.
      Retrocessa in Division 1 2024.
Note:
Tre punti a vittoria, uno a pareggio, zero a sconfitta.